# La Sagrada Familia con San Juan Bautista, Santa Isabel y ángeles
La Sagrada Familia con San Juan Bautista, Santa Isabel y ángeles es un óleo sobre cobre de la pintora Josefa de Óbidos. Fue pintado en 1678 y mide 32,2 cm de altura y 43,1 cm de ancho.

## Descripción
Esta pintura sobre cobre data de la etapa madurez de la artista. Se representa a la Sagrada Familia con Santa Isabel y el Niño San Juan Bautista con un detalle exquisito y con especial atención a los diversos tejidos que visten. Las figuras de la Sagrada Familia, agrupadas a la derecha, se enmarcan en una visión teatral de ángeles y querubines que descienden del cielo.  

## Contexto
El cuadro fue adquirido por 250.000 dólares (228.000 euros) el 28 de enero de 2016 por el Museo de la Misericordia de Oporto en una subasta de Sotheby 's en Nueva York. Esta adquisición surgió a partir de un llamamiento del galerista Filipe Mendes, que en 2015 adquirió la obra Magdalena penitente consolada por los ángeles, también de Óbidos, y que finalmente donó al Museo del Louvre.